# Consultant (médecine)
Pour les articles homonymes, voir Consultant (homonymie).
Un consultant est, au Royaume-Uni, en Irlande et dans certains pays du Commonwealth, le titre porté par un spécialiste senior en médecine. Il peut s'agir d'un médecin ou d'un chirurgien travaillant au sein d'un hôpital et ayant complété sa formation de spécialité. Contrairement à la pratique française notamment, ils sont distincts des médecins généralistes (general practitioners, GPs), dont le cursus est différent. 